# Bailo (Repubblica di Venezia)
Bailo o baylo (baili o bayli plurale) è un titolo veneziano che deriva dal termine latino baiulus, che significa "portatore". Il termine è stato traslitterato in greco come μπαΐουλος (baioulos), ma Niceforo Gregora lo traduce ἐπίτροπος (epitropo, accompagnatore) o ἔφορος (ephoros, sorvegliante).

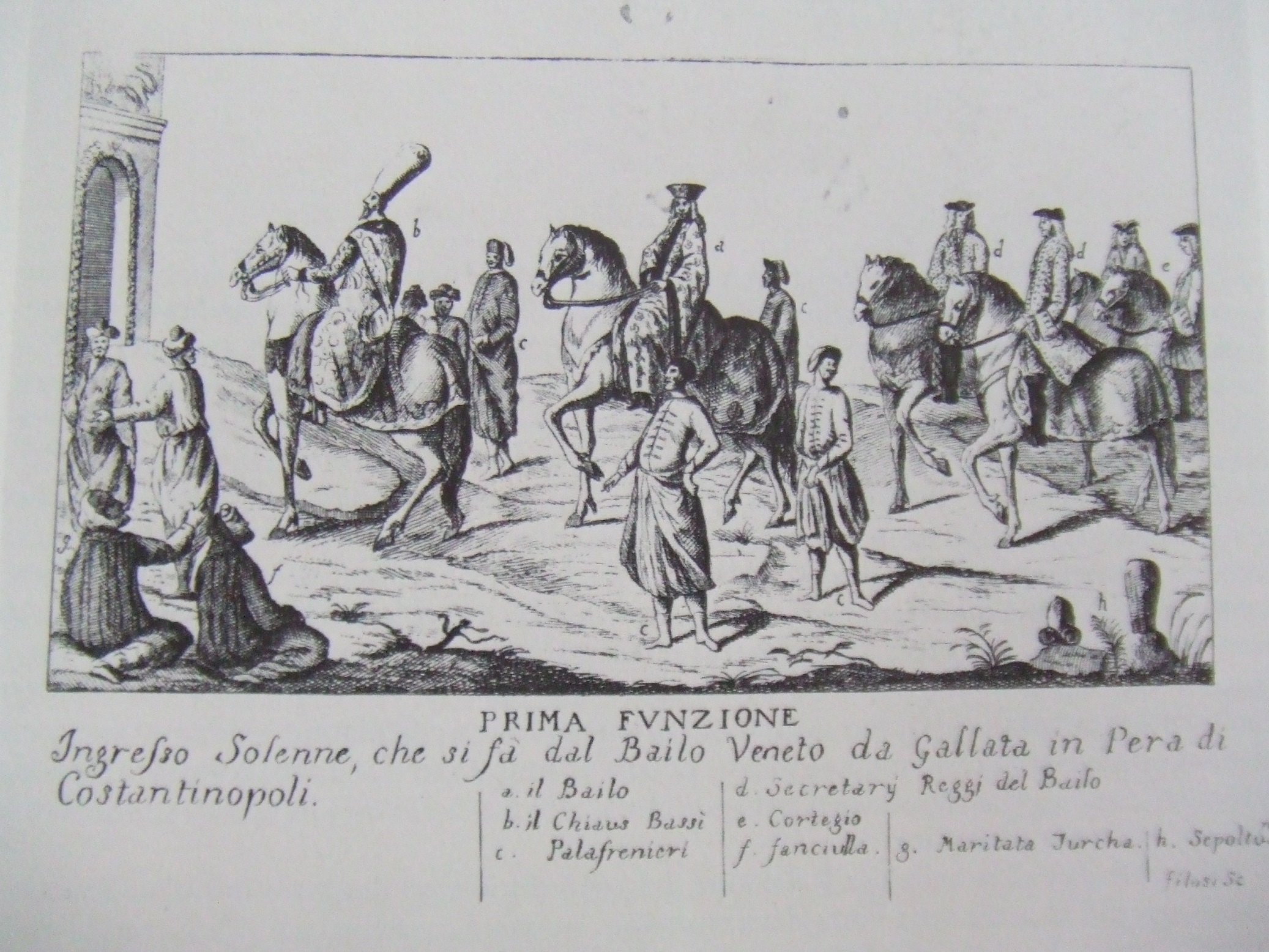
Ingresso solenne del Bailo di Costantinopoli a Pera sede dell'Ambasciata Veneziana

Nel Medioevo, un bailo era un ambasciatore in sede permanente estera della Repubblica di Venezia.
I baili più famosi furono quelli di Costantinopoli, i quali fin dal 1268 erano presso la corte bizantina e successivamente alla Caduta di Costantinopoli nel 1453 presso il governo ottomano.
Importanti erano anche i baili di Negroponte, Durazzo e Corfù.
Alcuni baili furono anche inviati a rappresentare gli interessi veneziani alle corti di Cipro, Acri (Gerusalemme), Armenia e Trebisonda. A metà del XIII secolo, i consoli veneziani a Tiro e Tripoli nel regno di Acri furono promossi al grado di bailo per controllare le proprie colonie ad Aleppo, Antivari, Koroni, Modon, Nauplia, Patrasso e Tenedo.
Il termine baiulus fu usato per la prima volta in alcuni documenti tradotti dall'arabo in veneziano del XII secolo. Tale termine all'inizio era usato per riferirsi ai funzionari musulmani, ma nel XIII secolo venne usato dai Veneziani per i funzionari pubblici del Governo Serenissimo a controllare le colonie della Grecia franca. Questi governatori fungevano spesso da magistrati per i coloni veneziani e riscuotevano tasse e diritti doganali oltre a supervisionare il commercio veneziano. Ciascuno di loro era assistito da una cancelleria (gestita da un cancelliere) e da un Consiglio dei Dodici, composto dai principali uomini della colonia e modellato sul Consiglio dei Dieci a Venezia. Ogni bailo aveva un cappellano, un medico e un interprete (o dragomanno). Ognuno di loro inviava regolarmente rapporti a Venezia sulla politica locale, gli affari della colonia e, soprattutto, i prezzi e le quantità di merci nel mercato locale. Il bailo era di fatto il capo dei consoli locali.

Il Bailo di Costantinopoli e futuro Doge Paolo Renier

Alla fine del XV secolo, l'ufficio del bailo era in gran parte scomparso: molti erano stati declassati a consoli e i consoli erano stati declassati a rettori, capitani o podestà.
Nonostante ciò, i Baili di Costantinopoli e di Corfù sopravvissero fino alla fine della repubblica nel 1797.